# Софьино (городской округ Домодедово)
Софьино — деревня в городском округе Домодедово Московской области.

## География
Находится в южной части Московской области на расстоянии приблизительно 28 км на юго-восток по прямой от железнодорожной станции Домодедово.

## История
До 2004 года входила в состав Лобановского сельского округа Домодедовского района. Ныне имеет дачный характер.

## Население
Постоянное население составляло 1 человек в 2002 году (русские 100 %), 1 в 2010.